# ВЛ23
ВЛ23 — советский электровоз постоянного тока. Расшифровка обозначения: ВЛ — «Владимир Ленин», 23 — осевая нагрузка 23 т.

## История
В 1954 году Новочеркасский электровозостроительный завод разработал эскизный проект нового электровоза, который послужил бы заменой электровозу ВЛ22М, основным минусом которого являлось быстрое падение силы тяги с увеличением скорости движения и конструкция тележек, не позволявшие эффективно эксплуатировать его на линиях с холмистым и равнинным профилями.
Вместо ТЭД ДПЭ-400 с часовой мощностью 400 кВт на новом локомотиве предполагалось использовать ТЭД НБ-406 часовой мощностью 525 кВт электровозов ВЛ8. Новая серия получила наименование ВЛ23. Некоторые элементы электровозов серии ВЛ23 были унифицированы с ВЛ8 (колёсно-моторный блок, мотор-вентиляторы) и ВЛ22М (мотор-компрессоры, схема рекуперативного торможения на некоторых электровозах серии). Проект тележек был выполнен в двух вариантах: с брусковыми рамами по типу рам электровозов ВЛ22М и с литыми рамами по типу рам электровозов ВЛ8. На первых опытных электровозах намечалось применить тележки с брусковыми рамами, на последующих — тележки с литыми рамами.
В январе — феврале 1956 года Новочеркасский электровозостроительный завод построил два первых электровоза новой серии — ВЛ23-001 и ВЛ23-002. Прочностные испытания электровоза ВЛ23-001 показали, что тележки обладали достаточной прочностью, а сам электровоз имел удовлетворительную вертикальную динамику, поэтому конструкционную скорость повысили с проектных 90 км/ч до 100 км/ч.
Тяговые и тормозные испытания электровоза ВЛ23-002 проходили на Южно-Уральской железной дороге. Испытания показали преимущество нового локомотива по сравнению с ВЛ22М на высоких скоростях движения. В то же время были отмечены большая склонность электровоза ВЛ23 к боксованию при трогании и разгоне и более быстрое нарастание частоты вращения боксующей колёсной пары. Также у нового электровоза наблюдалось повышенное виляние при скорости выше 70 км/ч.
В январе 1958 года НЭВЗ выпустил ещё два электровоза серии ВЛ23 без рекуперативного торможения с электроаппаратурой, рассчитанной на бо́льшие токи, и увеличенным количеством пусковых ступеней. Отсутствие площадок по концам кузова позволило увеличить помещение для электрооборудования. Для выбора соединения тяговых двигателей (шесть двигателей последовательно — на позициях контроллера машиниста до 23-й включительно, две ветви по три последовательно — на позициях с 24-й по 38-ю, или три ветви по два последовательно — на позициях с 39-й по 48-ю) на электровозе установлен групповой переключатель ПКГ-305 с двухцилиндровым пневматическим приводом.
После прекращения в 1958 г. выпуска электровозов ВЛ22М завод начал строить электровозы ВЛ23 без рекуперативного торможения. На электровозе ВЛ23-210 и последующих устанавливались контроллеры машиниста, имеющие унифицированные с контроллерами электровозов серии ВЛ8 детали. С электровоза № 475 увеличен объём песочных бункеров с 1400 л (2100 кг) до 1960 л (2940 кг).
В 1958 г. Новочеркасский электровозостроительный завод вновь вернулся к вопросу применения на электровозах ВЛ23 рекуперативного торможения и в сентябре этого года выпустил два электровоза ВЛ23-500 и ВЛ23-501 с рекуперацией. В отличие от электровозов ВЛ23-001 и ВЛ23-002, на новых локомотивах была несколько изменена схема силовых цепей. Намечавшееся при проектировании электровоза существенное изменение конструкции тележек заводом осуществлено не было.
Электровозы серии ВЛ23 строились Новочеркасским электровозостроительным заводом до середины 1961 года. Всего было выпущено 489 электровозов.

## Эксплуатация и модификации
Первые серийные электровозы ВЛ23 поступили для работы на вновь электрифицированных в 1958—1960 годах участках Донецкой (Лозовая — Славянск, Чаплино — Ясиноватая), Сталинской (Нижнеднепровск-Узел — Пятихатки, Нижнеднепровск-Узел — Чаплино), Южной (Лозовая — Харьков — Белгород — Курск) и Московско-Курско-Донбасской (Скуратово — Орёл — Курск) железных дорог. Также с 1959 года ВЛ23 начали заменять собой ВЛ22м на Омской железной дороге.
Электровозы серии ВЛ23 использовались на многих участках для обслуживания не только грузовых, но и пассажирских поездов. В 1959-60 гг. электровозы ВЛ23-070 и ВЛ23-162 водили пассажирский поезд Москва — Рязань, состоявший из двухэтажных вагонов.
На главном ходу Октябрьской железной дороги (Москва — Ленинград) после электрификации участков Калинин (Тверь) — Бологое и далее — до Малой Вишеры электровозы ВЛ23 сменили в грузовом и вывозном движении электровозы ВЛ19 и ВЛ22М (первоначально на дороге были электрифицированы только пригородные зоны Москвы и Ленинграда). Благодаря этому сразу же был увеличен вес среднего поезда до 3200 тонн. Кроме того, до середины 90-х годов использовался в грузовом движении на финляндском направлении ОЖД, а также в пассажирском движении (поезд Ленинград-Финляндский — Петрозаводск).

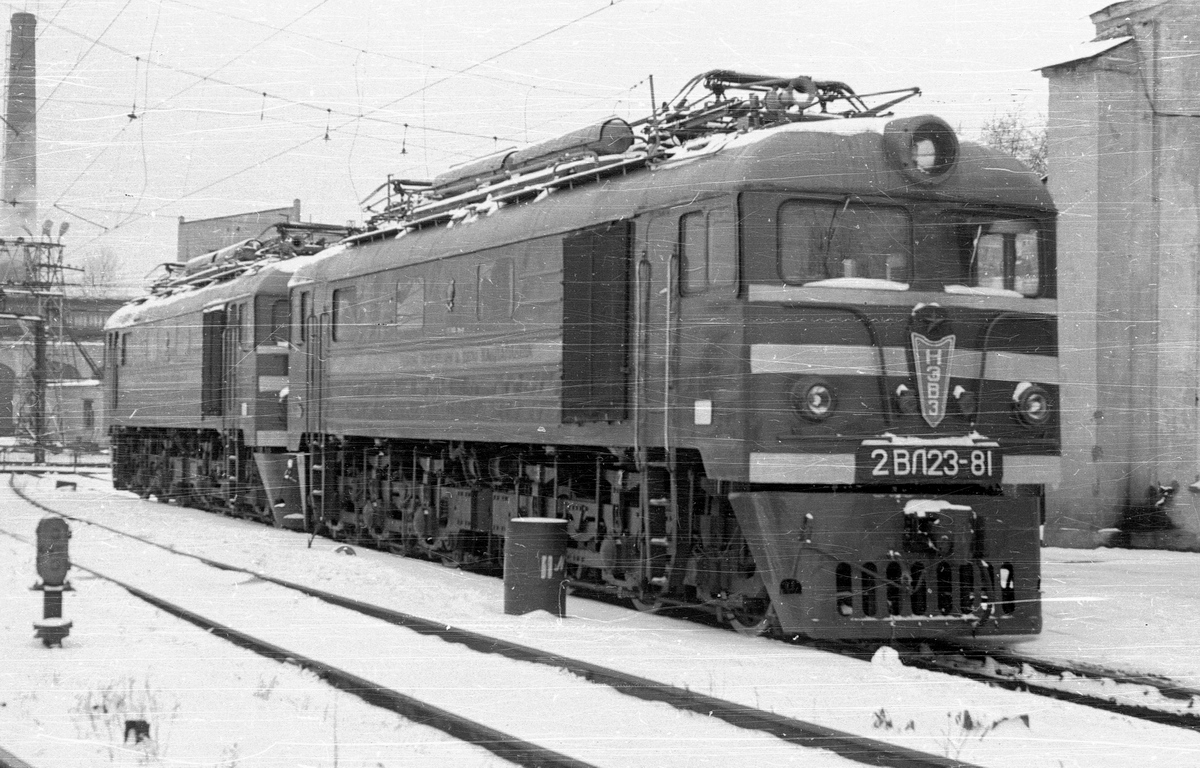
Сдвоенный электровоз 2ВЛ23-81

С 1987 года часть электровозов серии ВЛ23 начала эксплуатироваться на Октябрьской железной дороге в виде постоянно сцепленных двух (на главном и на Мурманском ходе) или трёх локомотивов (участок Мурманск — Кандалакша — Лоухи). Учитывались они как один локомотив и управлялись одной локомотивной бригадой, то есть работали по системе многих единиц. Им были присвоены серии 2ВЛ23 и 3ВЛ23 и даны новые номера.
Длительное время (до 1970-х годов) электровозы ВЛ23 работали на электрифицированных постоянным током равнинных участках Западно-Сибирской дороги (Омск — Барабинск — Чулымская). Вовсю, вплоть до начала 90-х годов, ВЛ23 работали на Курском направлении Московской ЖД (приписка депо Тула и Орёл).
В 1972 году на одном из электровозов серии ВЛ23 проводились различные опытные модернизации, касавшиеся электрооборудования. Электровоз получил обозначение ВЛ23И−006 (индекс И означал «импульсное регулирование»).
Следует особо отметить, что электровозы ВЛ23, не обременённые излишними усложнениями в конструкции механических частей, электрических аппаратов и вспомогательных машин, в период 1960-80-х годов были самыми надёжными (по количеству отказов на единицу пробега) локомотивами на магистральных железных дорогах СССР.
Капитальным ремонтом электровозов ВЛ23 занимались Новосибирский, Челябинский, Запорожский электровозоремонтные заводы и Московский локомотиворемонтный завод, на котором капитальный ремонт ВЛ23 продолжался до 1994 г. На 1992 год в парке МПС насчитывалось порядка 271 штук ВЛ23 и 85 2ВЛ23 и 3ВЛ23.

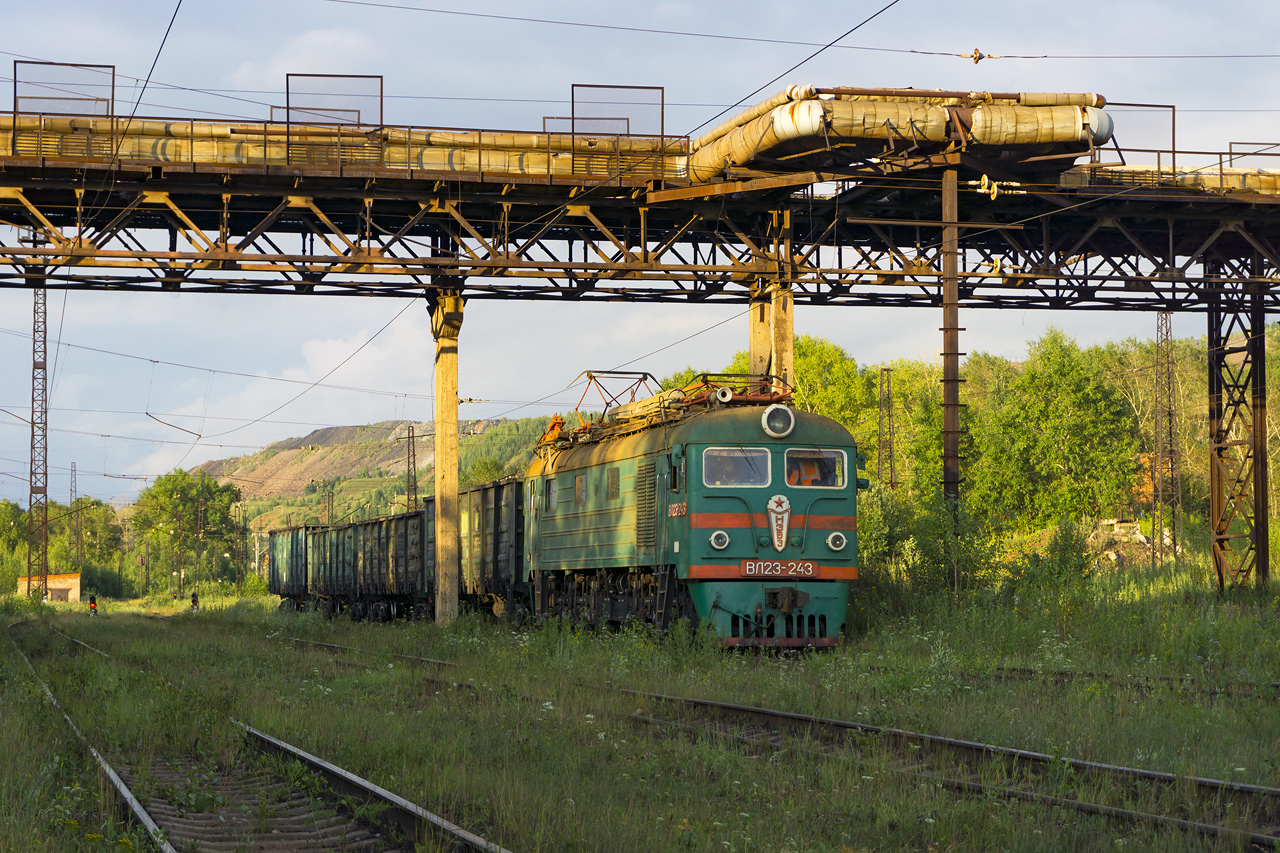
ВЛ23-243 с грузовым поездом на станции Бакал

К середине 1990-х массовая эксплуатация ВЛ23 была закончена. Остались лишь несколько электровозов для вывозной работы на пассажирских станциях. Два электровоза приобрело Бакальское рудоуправление (Челябинская область). Один ВЛ23-419 в рабочем состоянии приписан к депо Орёл, ещё один, ВЛ23-401, работал в депо Тула, а в 2010-м году был передан в музей Самарского ГУПС. Электровоз ВЛ23-069 стоит в депо Железнодорожная Московской железной дороги, где он использовался до 2009 г. на манёврах.

## Технические данные
- Осевая формула — 3O+3O
- Масса в рабочем состоянии — 137 т
- Часовая мощность ТЭД — 6 × 525 кВт
- Сила тяги часового режима — 26 400 кгс
- Скорость часового режима — 42,6 км/ч
- Длительная мощность ТЭД — 6 × 470 кВт
- Сила тяги длительного режима — 22 600 кгс
- Скорость длительного режима — 44,3 км/ч
- Конструкционная скорость — 100 км/ч

## Оценка проекта
Воспоминания машиниста электровоза ВЛ23 подтверждают высокую надёжность локомотивов данной серии вплоть до 40-летнего срока службы. Похвалы заслужила универсальность локомотива — ВЛ23 успешно водил и лёгкие, и тяжёлые поезда, регулярно формировались «сдвоенные» поезда с локомотивами в голове и середине состава, а при массе состава более 8 тысяч тонн добавлялся толкач в хвосте. Сравнительно небольшая мощность означала отсутствие бросков мощности при смене позиций, что позволяло комфортно использовать ВЛ23 в пассажирском движении. Также достоинством всей серии было её компактное производство в течение всего нескольких лет с минимумом внедрённых изменений и максимальной унификацией локомотивов от самых первых до последних номеров.
Множество негативных комментариев касались неудобства работы машинистов и жёсткого хода электровоза: «В обиходе ВЛ23 прозвали „утюгами“ за их шумный и тряский ход, и это название закрепилось за ними на десятилетия». В кабине было либо холодно из-за сквозняков, либо жарко от печек настолько, что у машиниста буквально плавились подошвы ботинок. Сцепки 2ВЛ23 и 3ВЛ23 критиковались за отсутствие сквозного прохода между секциями. По сравнению с последующими ВЛ10 электровозы ВЛ23 были весьма требовательны к мастерству локомотивной бригады, вплоть до того, что появление «заезжего» ВЛ23 на незнакомом участке с тяжёлым профилем пути могло закончиться неисправностью машины.

## Галерея

Экстерьер
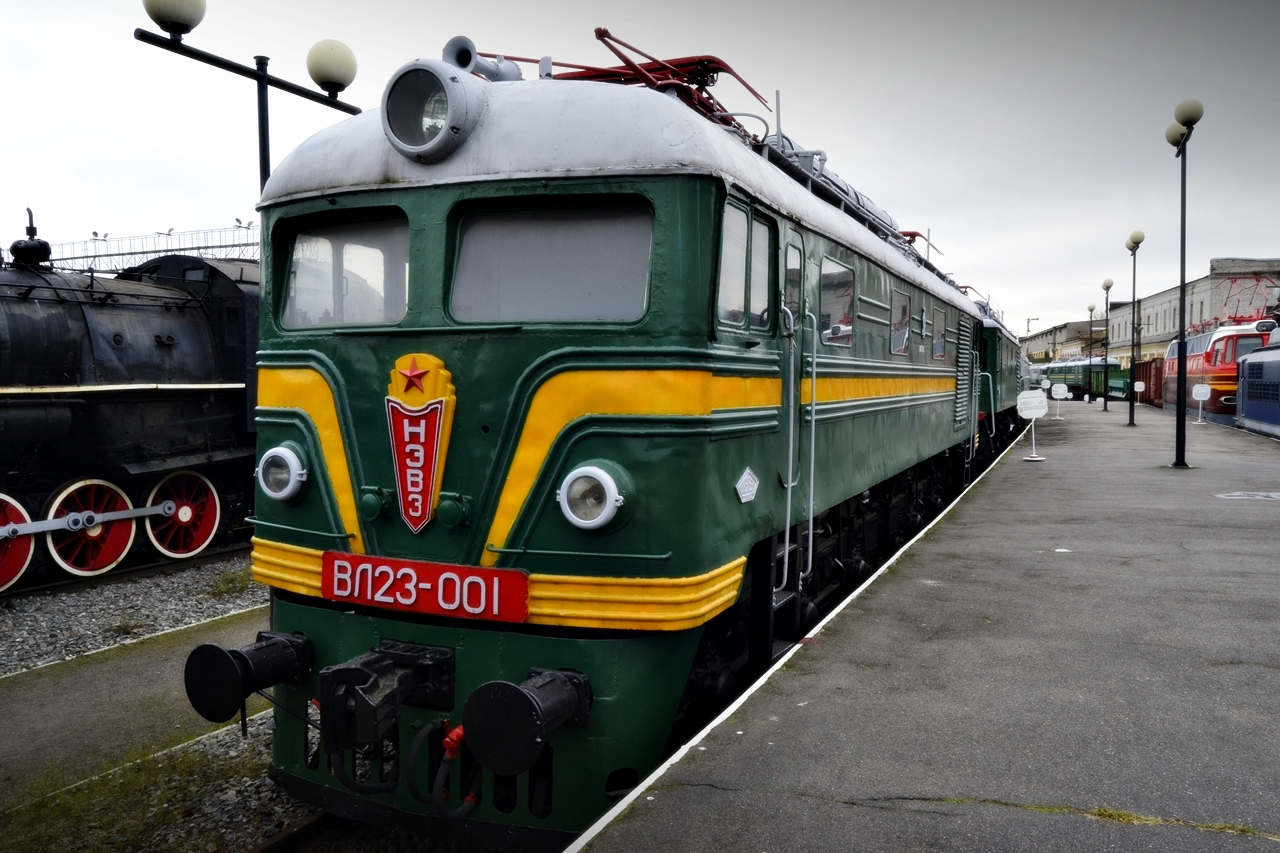
ВЛ23-001 в МЖТ на Варшавском вокзале Санкт-Петербурга
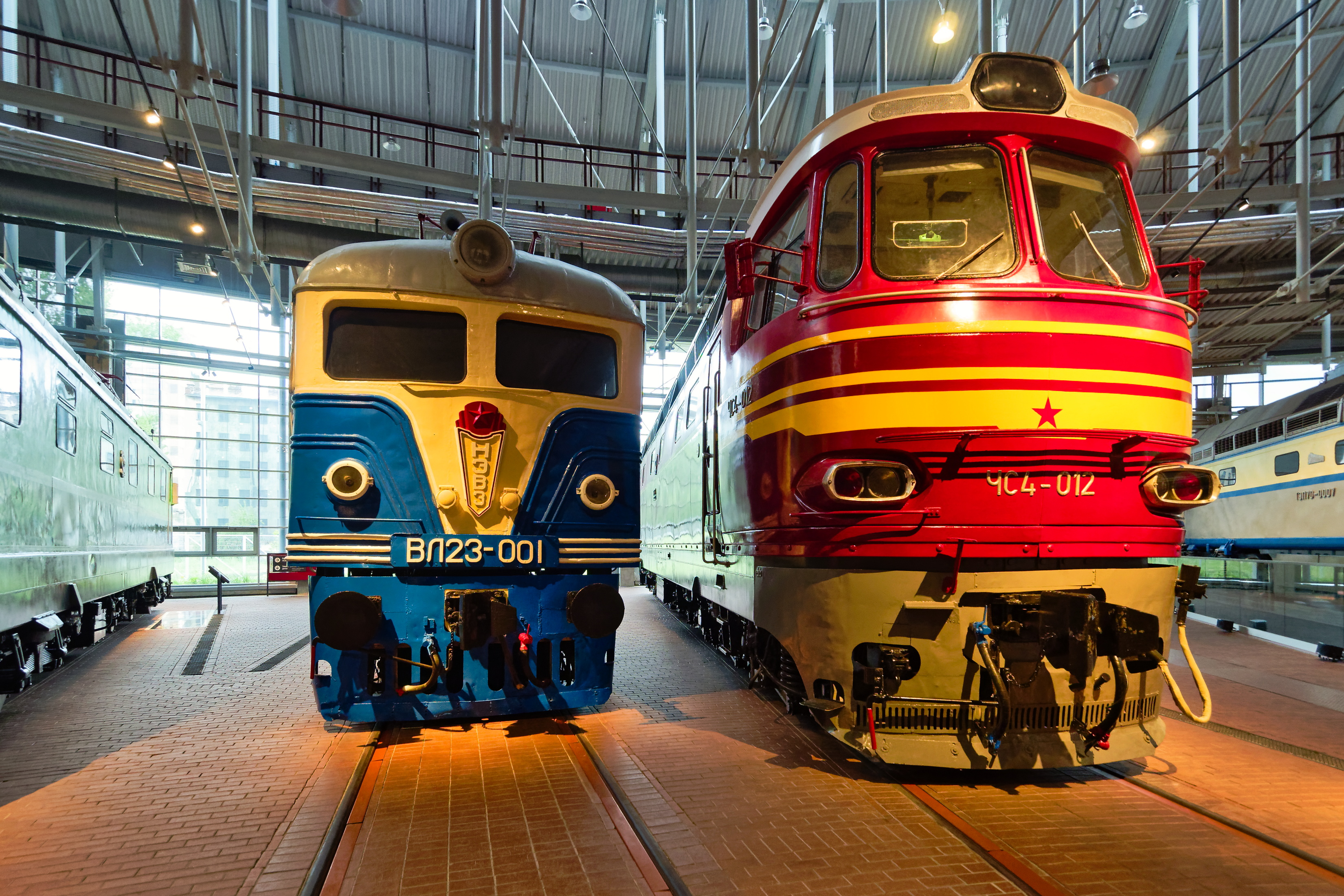
ВЛ23-001 и ЧС4-012 в   Музее железных дорог России
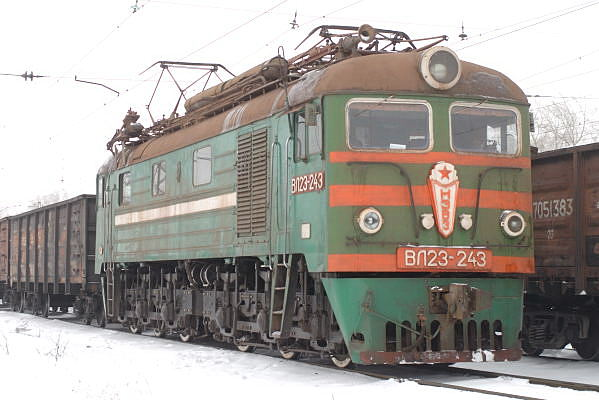
ВЛ23-243 на станции Бакал
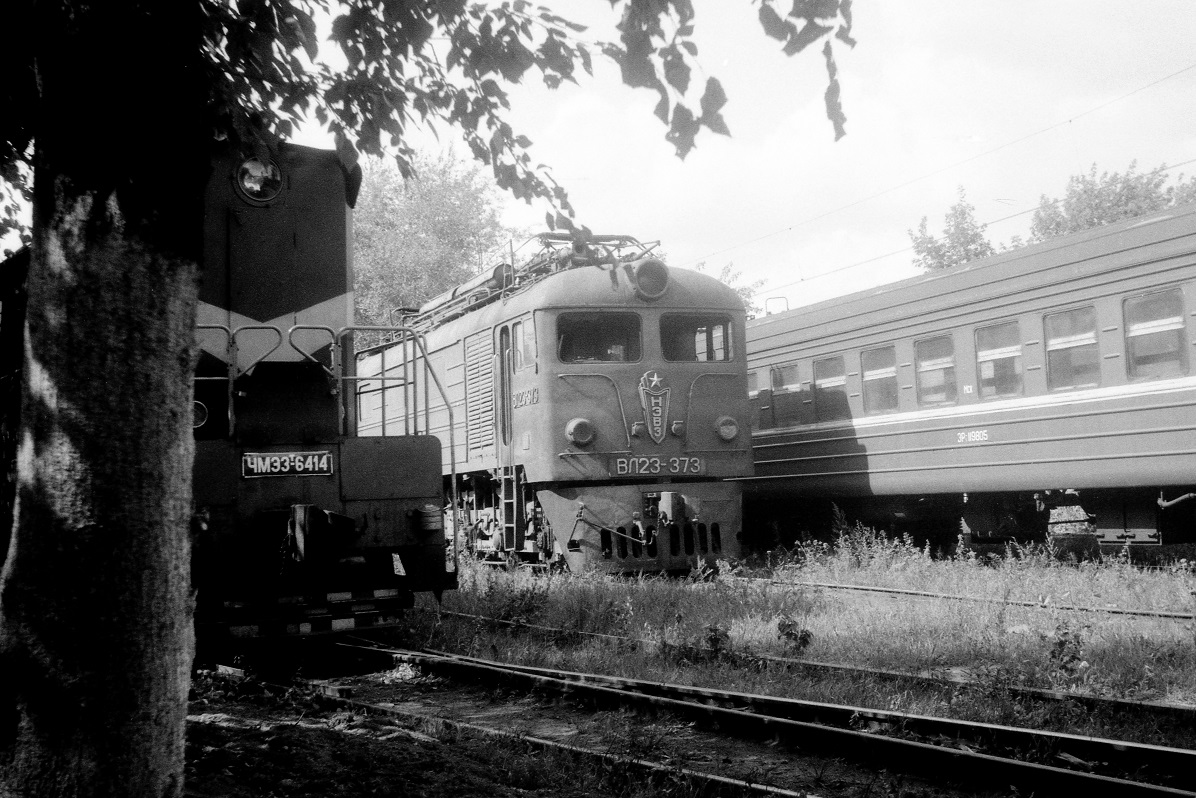
ВЛ23-373, Московский локомотиворемонтный завод (1991 год)
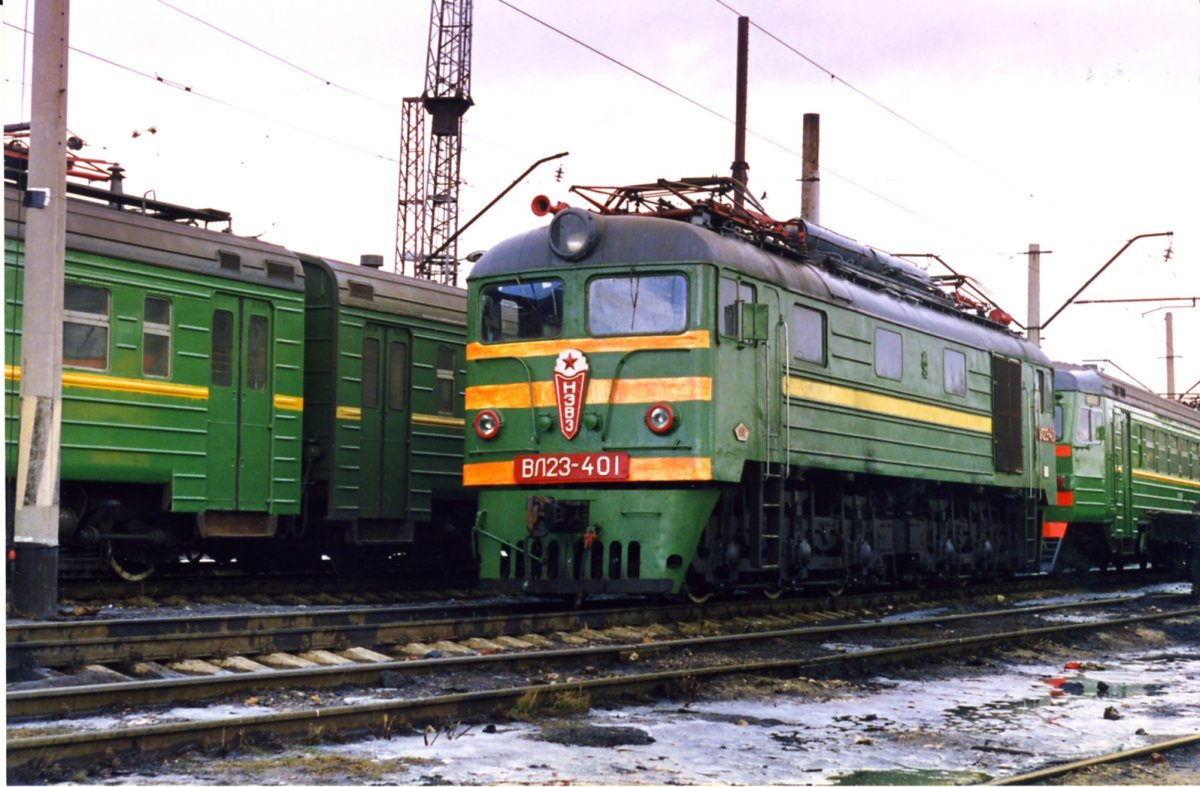
ВЛ23-401, депо Тула
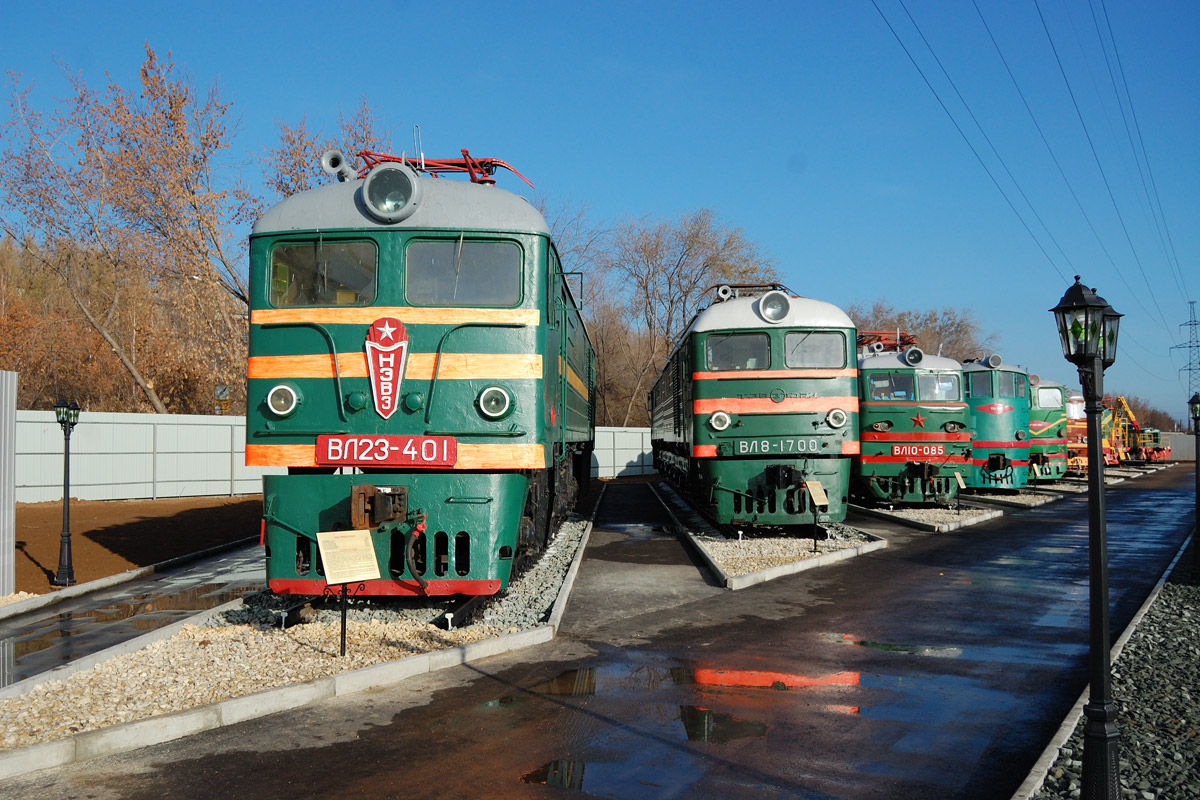
ВЛ23-401 и другие локомотивы в музее СамГУПС
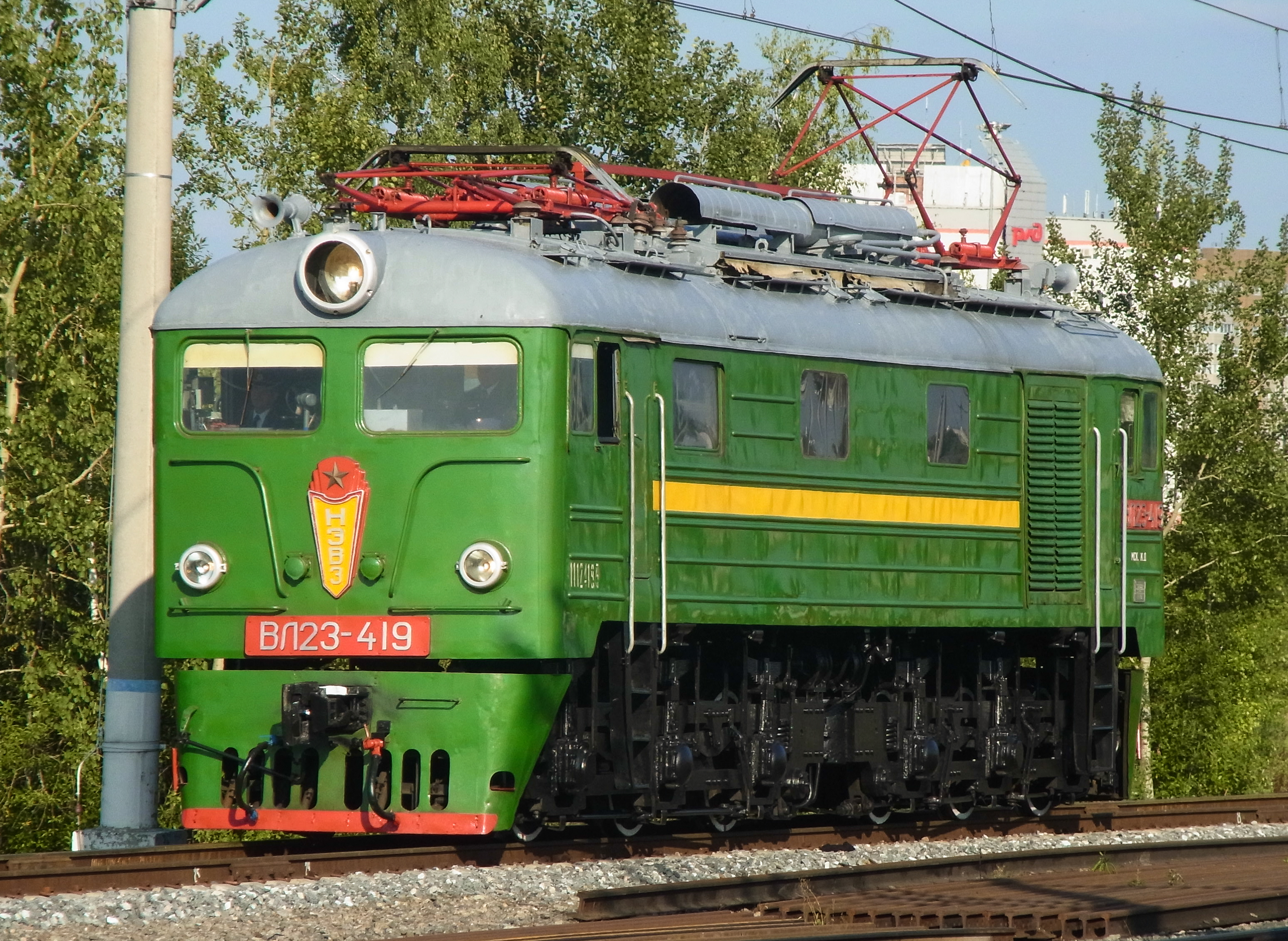
ВЛ23-419 на параде поездов на кольце ВНИИЖТа в Щербинке
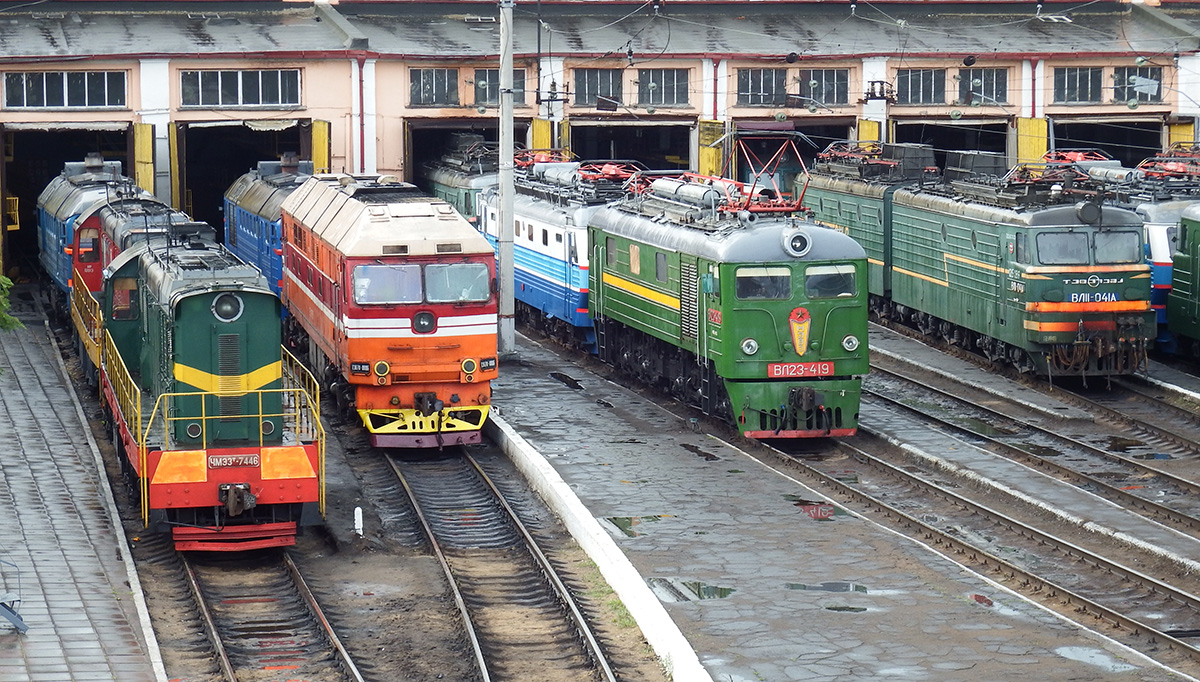
ВЛ23-419, депо Орёл
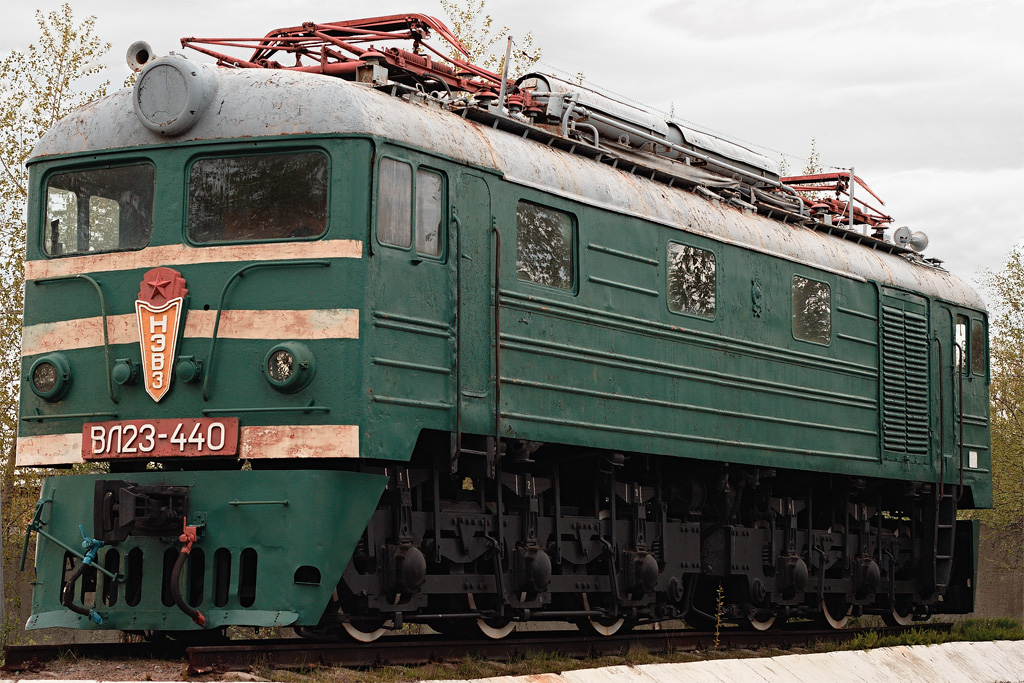
ВЛ23-440, депо Кандалакша
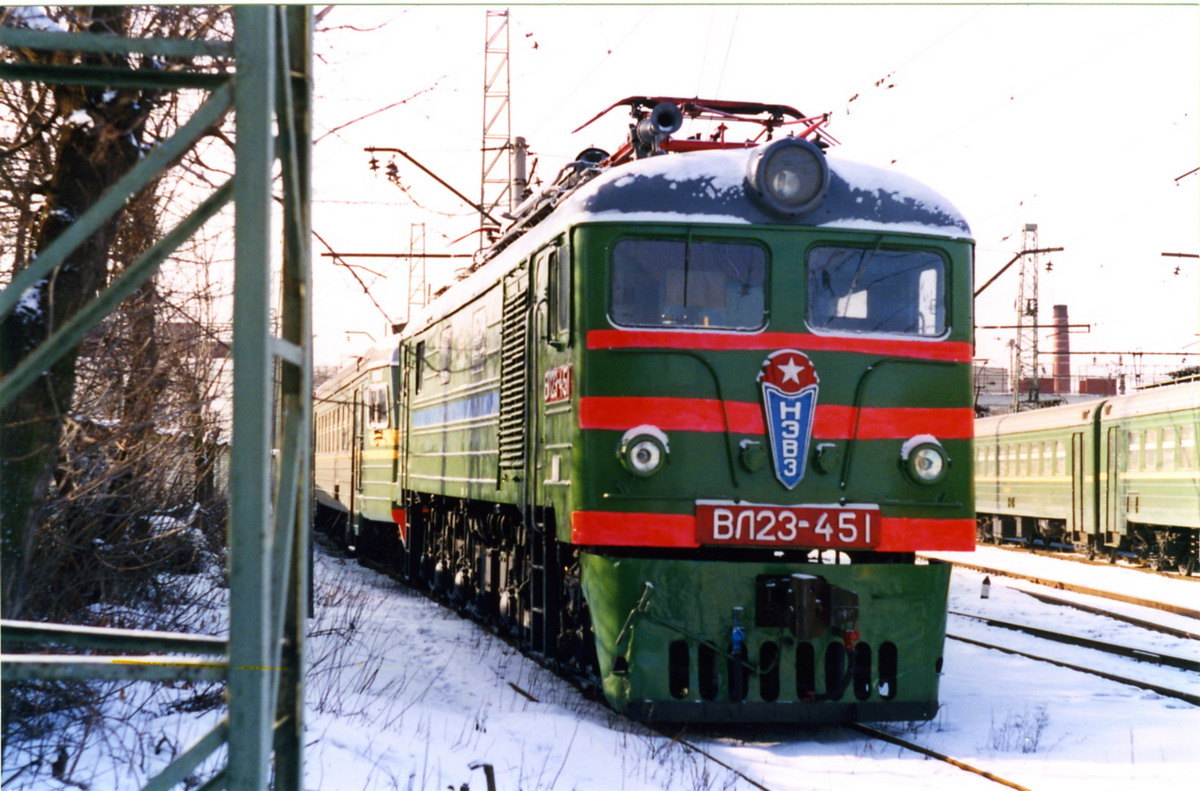
ВЛ23-451 в депо Перерва, Москва (февраль 1998)
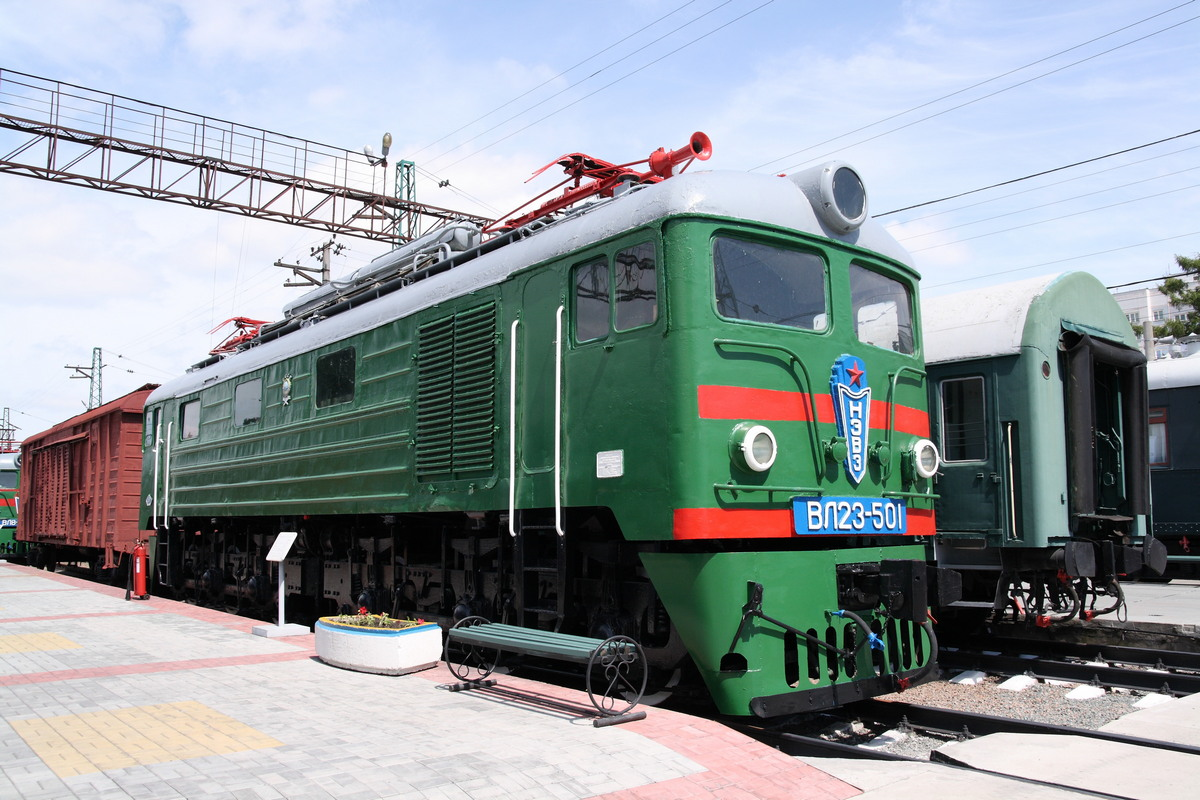
ВЛ23-501, МЖТ на станции Сеятель

Интерьер и оборудование
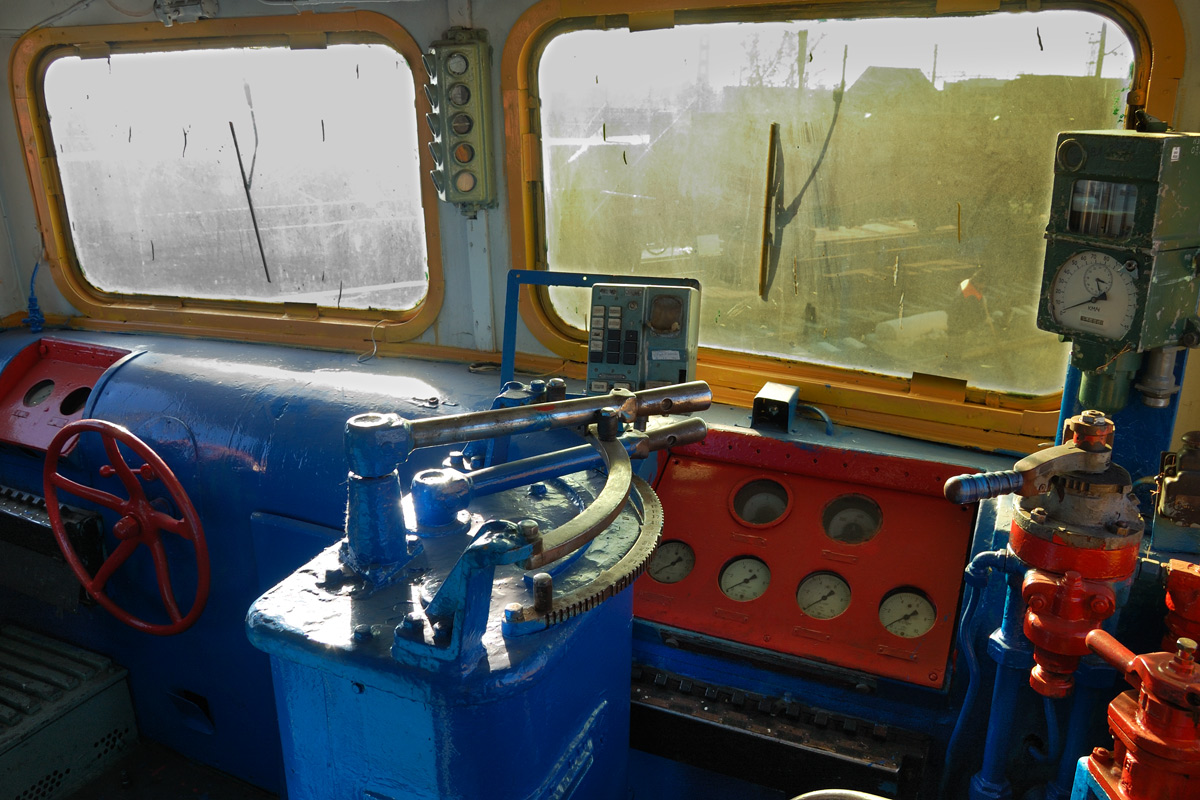
Кабина электровоза ВЛ23-401
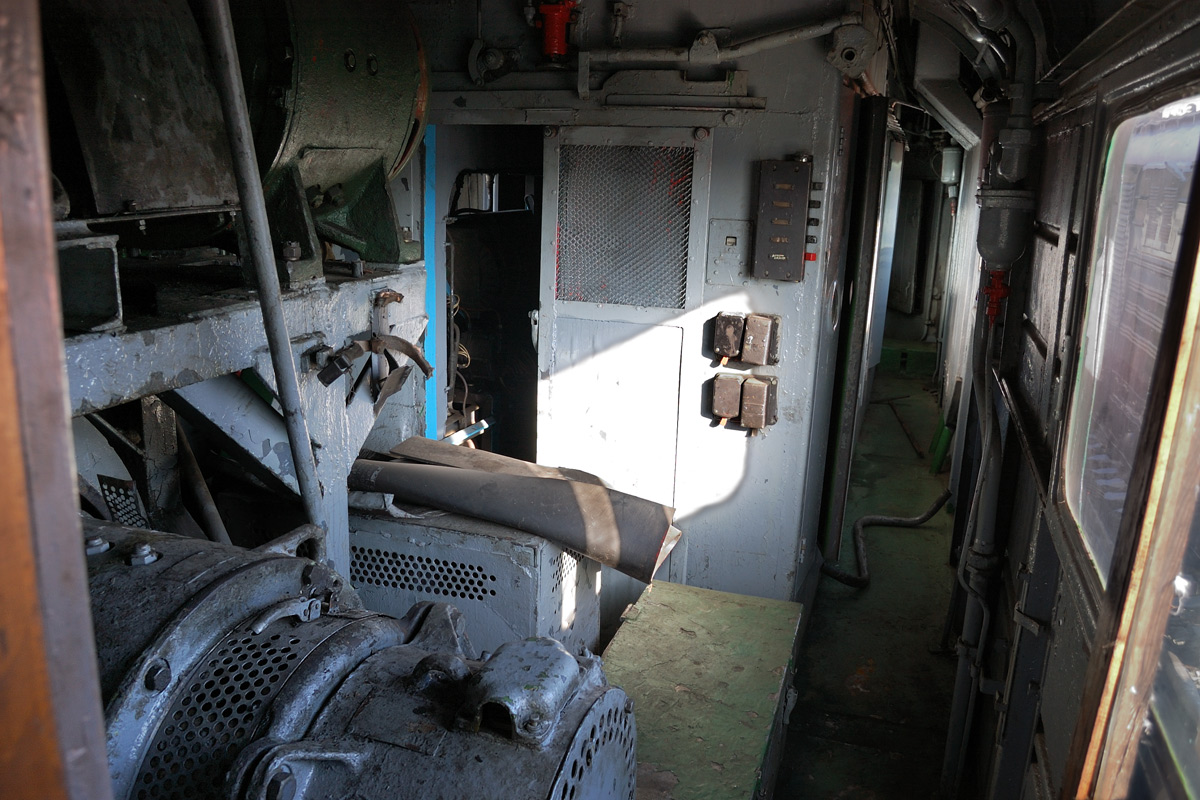
Вид из кабины в машинное отделение, открыта сетчатая дверь высоковольтной камеры
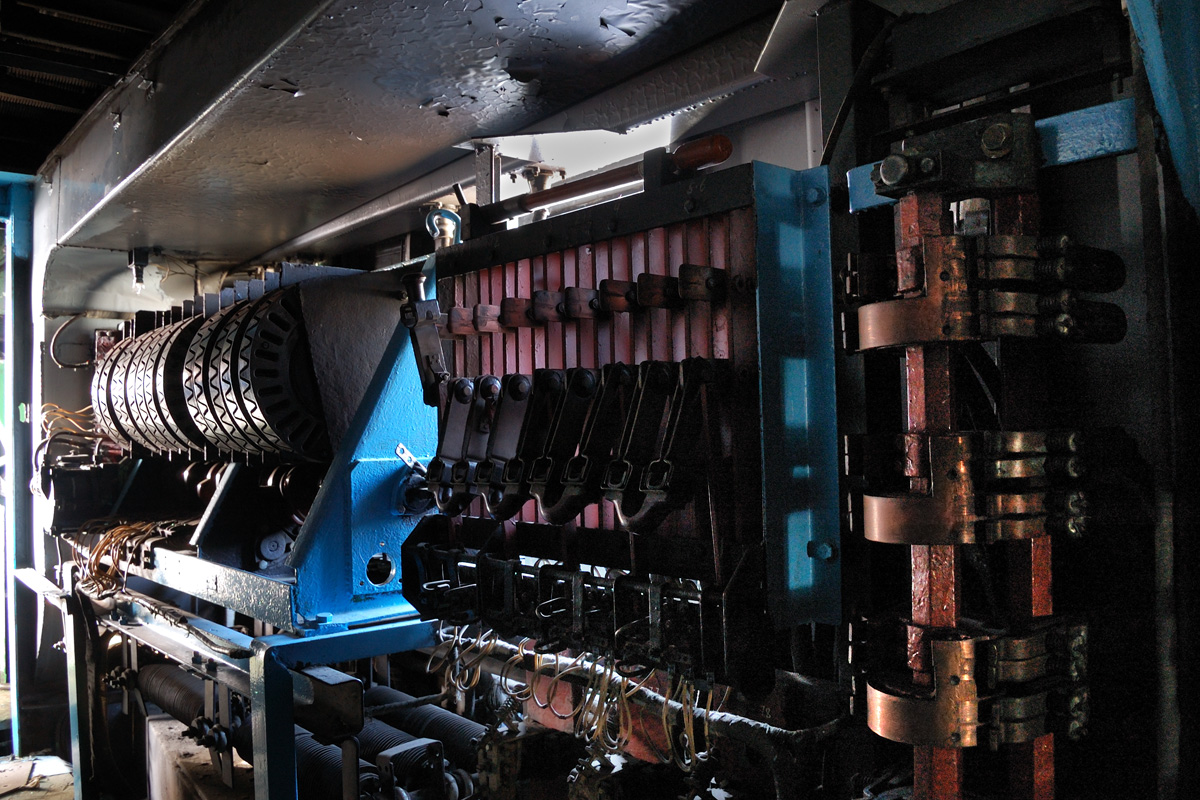
Групповой переключатель, отключатель двигателей и реверсор